# Armorines: Project S.W.A.R.M.
Armorines: Project S.W.A.R.M. é um jogo eletrônico de tiro em primeira pessoa desenvolvido pela Acclaim Studios London e publicado pela Acclaim Entertainment para Nintendo 64, PlayStation e Game Boy Color. O jogo é baseado na série de quadrinhos Armorines, da Valiant Comics, que havia sido comprada pela Acclaim.

## Enredo
Um grupo de fuzileiros navais equipados com armaduras futuristas avançadas protege a Terra de uma invasão de seres extraterrestres semelhantes a aranhas.:4

## Jogabilidade
Existem dois personagens para escolher: Tony Lewis e Myra Lane, cada um com uma arma inicial diferente. Tony usa uma arma mais lenta, mas mais forte, do que a de Myra, que usa um tipo de metralhadora mais rápida que causa menos dano. Armas adicionais podem ser desbloqueadas ao longo do jogo.:14–15 Armorines inclui uma campanha cooperativa para até 2 jogadores e um modo multijogador competitivo que acomoda até 4 jogadores.:5 O jogo é compatível com o Rumble Pak do Nintendo 64,:5 e sua resolução pode ser aumentada com o uso de um Expansion Pak.:7

## Recepção
As versões para Game Boy Color e Nintendo 64 receberam críticas mistas, enquanto a versão para PlayStation recebeu críticas desfavoráveis, de acordo com o agregador de críticas GameRankings. Doug Trueman, da NextGen, deu críticas negativas às versões para N64 e PlayStation em duas edições separadas, chamando a primeira de "um grande retrocesso em relação a Turok 2. Se você está desesperado para matar insetos, compre uma lata de Raid;" mais tarde, Trueman disse sobre o segundo: "Como o enredo de muitos filmes de terror de ficção científica, essa foi uma boa ideia que deu terrivelmente errado." No Japão, onde a versão para PlayStation foi convertida e publicada pela Acclaim Japan em 13 de julho de 2000, a Famitsu o classificou com uma pontuação de 21 de 40.
A GamePro disse, sobre a versão para Nintendo 64, que "se você está procurando o melhor jogo de tiro em corredores para N64 no momento, Armorines é a escolha certa. A ação frenética, as missões desafiadoras e os gráficos assustadores farão com que você continue a detonar durante as noites frias de inverno." Por outro lado, a Hyper deu à mesma versão 67%, dizendo: "Armorines tinha potencial, mas acabou desperdiçado."